# Frédéric Forte (Basketballspieler)
Frédéric Forte (* 27. Januar 1970 in Caen; † 31. Dezember 2017 in Limoges) war ein französischer Basketballspieler und -funktionär.

## Leben
Fortes Basketballlaufbahn begann beim Verein Caen Basket Calvados, mit 16 Jahren gelang ihm der Sprung in die Profimannschaft. Der 1,92 Meter große Spieler, dessen Vater Italiener war, stand von 1989 bis 1991 bei BCM Gravelines-Dunkerque unter Vertrag und wechselte dann zu CSP Limoges. Dort blieb er bis 1997, dann spielte er ein Jahr beim Hauptstadtverein PSG-Racing sowie ebenfalls ein Jahr beim griechischen Klub Irakleio BC aus Kreta. Von 1999 bis 2003 stand Forte in Diensten von Straßburg IG. In der Saison 2003/04 spielte er beim italienischen Erstligisten Air Avellino und 2004/05 kurzzeitig bei Eurorida Scafati in der zweiten Liga Italiens.
Bekanntheit über die Basketballszene hinaus erlangte Forte 1993, als es ihm im Endspiel des Europapokals der Landesmeister gegen Benetton Treviso bei einer Zweipunkteführung der Franzosen kurz vor dem Spielende gelang, Trevisos Toni Kukoc den Ball abzunehmen, was den Sieg und damit den Titelgewinn Limoges’ sicherte. 1993 und 1994 wurde er mit Limoges zudem französischer Meister.
Er bestritt 75 A-Länderspiele für Frankreich und nahm unter anderem an den Europameisterschaften 1991, 1993 und 1995 teil.
Ab 2004 war er Präsident von Limoges CSP. Damals spielte die Mannschaft nur noch in der dritthöchsten Liga Frankreichs. Unter seiner Leitung als Vereinspräsident kehrte Limoges an die Spitze des Landes zurück und wurde 2014 sowie 2015 französischer Meister.
Forte starb an einem Herzanfall. Anfang Februar 2020 ehrte ihn Limoges CSP postum, indem entschieden wurde, seine Rückennummer 4 künftig nicht mehr zu vergeben, zudem wurde an der Spielhalle des Vereins eine Wandmalerei enthüllt, die Forte zeigt.